# Ipwani
Ipwani ist ein Bezirk (Ward) des Distriktes Mbarali in der tansanischen Region Mbeya.

## Geografie
Ipwani liegt im Südwesten von Tansania und grenzt an sieben Bezirke. An vier Bezirke des Distrikts Mbarali, nämlich Madibira, Miyombweni und Igava im Nordwesten und an Mawindi im Südwesten. Ferner an Kijombe und Uhenga des Distrikts Wanging'ombe in der Region Njombe und an Ihowawa des Distrikts Mufindi in der Region Iringa im Osten. Der Bezirk ist 323,9 Quadratkilometer groß, bei der Volkszählung 2022 lebten hier 11.229 Menschen in 2640 Haushalten.

## Geschichte
Der Bezirk wurde 2010 durch Abtrennung von Mawindi gegründet.

## Gliederung
Der Bezirk besteht aus fünf Gemeinden (Mtaa) mit 29 Orten (Kitongoji):
| Iberege - Iberege A - Iberege B - Umoja - Tupendane | Ipwani - Uleling'ombe - Igawilo - Mayota - Lyachoga - Ibohora - Kimngate - Mahango | Limseni - Nyamapala - Ugimbano - Ihanga A - Ihanga B - Kinyangesi | Luwango - Mlowa - Majombe - Luwango mlimani - Mjombe - Ukimbo | Matemela - Iyunga - Shuleni - Mbalizi - Msasani - Itulahenza - Malamba - Kinyangwila - Kigunge |

## Wirtschaft und Infrastruktur
- Landwirtschaft: Rund 3000 Landwirte bauen hauptsächlich Reis, Hülsenfrüchte, Sonnenblumen und Nüsse an. An Nutztieren werden überwiegend Rinder, aber auch Ziegen, Schafe und Esel gehalten.[3]
- Bildung: Für die Bildung der Jugend stehen fünf Grundschulen und eine weiterführende Schule zur Verfügung. Diese staatliche Schule wurde 2018 eröffnet und bildet Burschen und Mädchen bis zur 4. Stufe aus.[3][7]
- Gesundheit: Die Apotheke in Ipwani bietet ambulante Dienste wie Malaria-Diagnose und -Erstbehandlung, HIV-Pflege und -Behandlung sowie Mutter-Kind-Pflege an.[8]